# Zonder titel (Han Schuil)
Bij Station Duivendrecht, gemeente Ouder-Amstel staan twee titelloze artistieke kunstwerken.
Voor de opening van het station in 1993 kreeg kunstenaar Han Schuil opdracht tot het maken van kunstobjecten. Hij kwam met een zestal stukken van staal, die drie aan drie bevestigd zijn aan het talud van de overspanning die het station draagt. De zes lijken de kijker iets te moeten zeggen, maar onduidelijk is wat. Zo is er een groene pijl te zien; een rood Andreaskruis en een teken dat lijkt te waarschuwen voor ontploffingsgevaar.
Han Schuils handtekening; uitsnijdingen uit metaalplaat, dat ook te zien is in Wolk, is in het beeld terug te vinden in de twee middelste objecten.

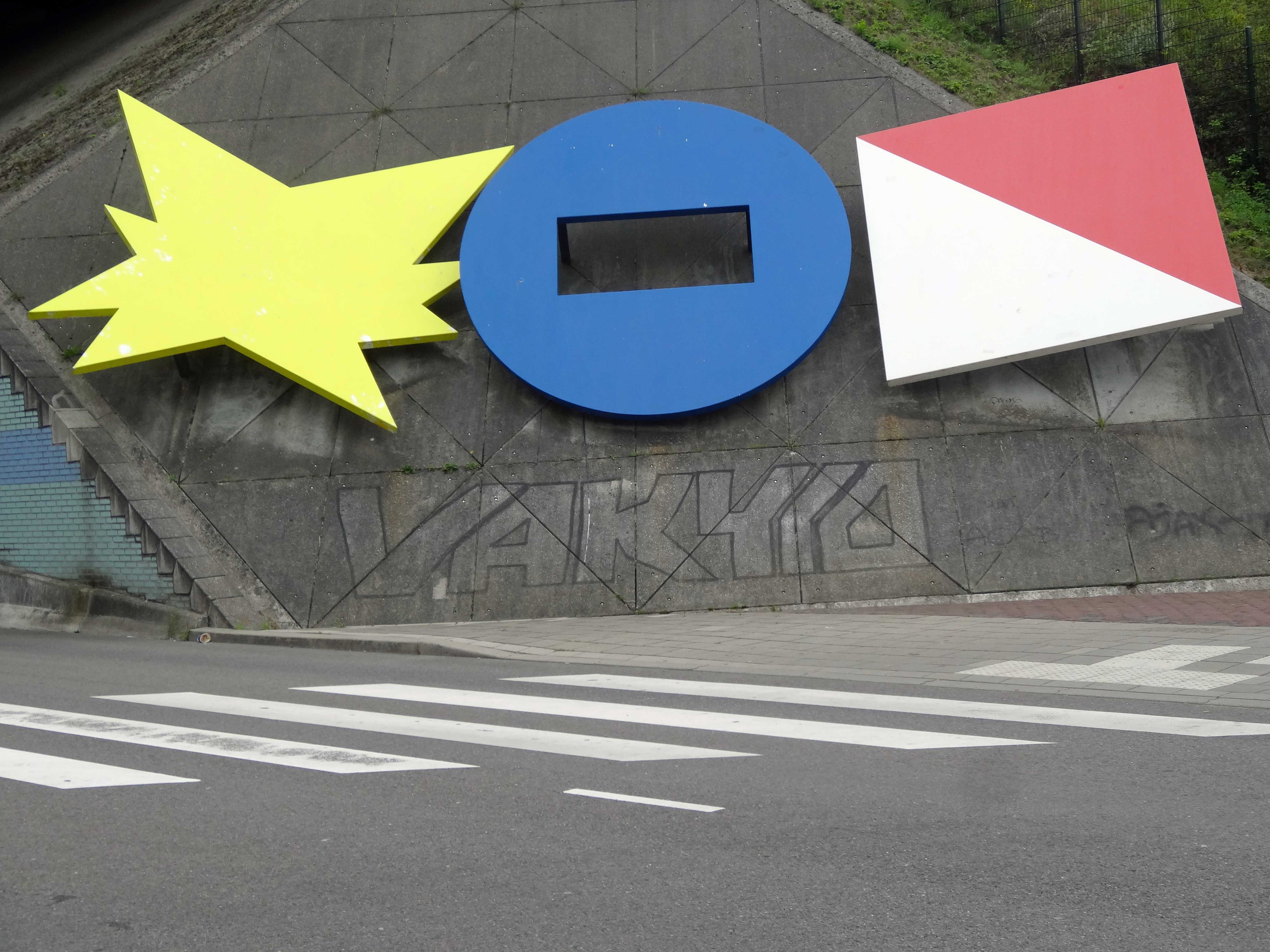
Deel 1 (augustus 2015)

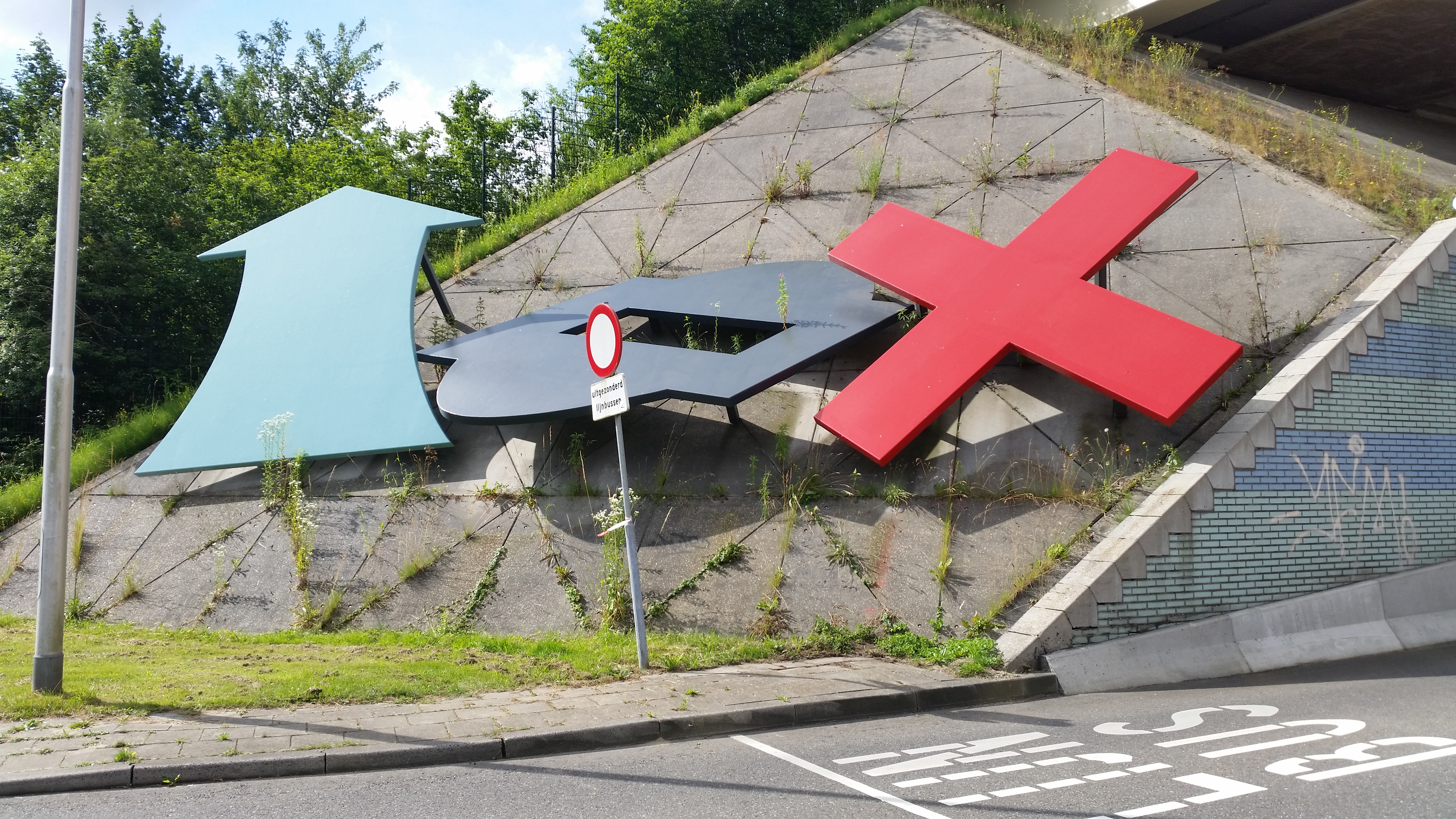
Deel 2 (juli 2020)